# Máquina sexual
Una máquina sexual (en inglés: sex machine) es un dispositivo mecánico utilizado para simular relaciones sexuales humanas u otras actividades sexuales.
Los dispositivos pueden ser penetrativos o extractivos. Un típica máquina de penetración funciona mediante la transferencia de fuerza rotacional o recíproca de un motor hacia un movimiento direcciones sobre un eje, el cual inclinado por un dildo. Entre ellos existen tres tipos de máquinas penetrantes: el fucksaw, el cual es llamado a veces así a un dispositivo de sierra recíproca modificado, el drilldo, el cual se le llama a un tipo de taladro de motor modificado a mano, y el jillsaw, que consiste en una sierra de vaivén modificado a mano. Entre los dispositivos de extracción están las máquinas para ''ordeñar'' a la persona, y que también se puede conectar en el pene, el pecho u otras partes del cuerpo.

## Historia y uso

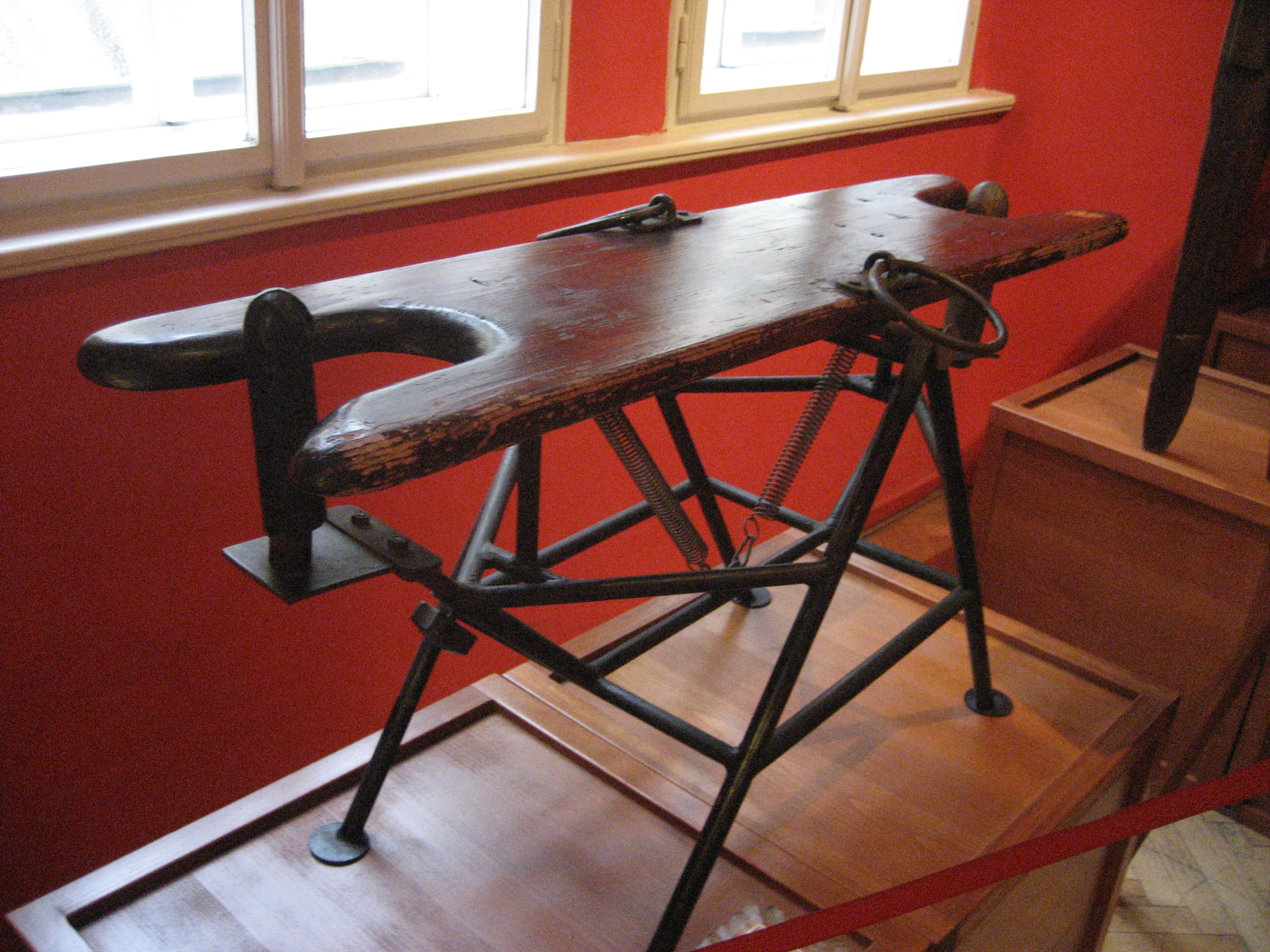
Un dispositivo erótico similar a un balancín en el Museo de Máquinas Sexuales en Praga

Originalmente, el vibrador fue inventado para el tratamiento de la histeria en mujeres victorianas a través de un orgasmo médico inducido por un masaje en la clítoris. Estos primeros dispositivos mecánicos eran mucho más grandes y potentes que los vibradores modernos, siendo usados inicialmente por médicos, y hacia comienzos del siglo XX, ya se habían vuelto objetos populares dentro de los hogares y baños de Estados Unidos y Europa. Posteriormente, aparecieron versiones más compactas a base de electricidad, los cuales aparecían en los catálogos de tiendas de departamento, y aun bajo finalidades médicas. 
Actualmente, los modernos dispositivos de estimulación erótica se diferencian de los vibradores, porque penetran y palpitan de forma automática. Estos dispositivos son a veces utilizados como parte de los autoerotismo o juegos de bondage realizado en parejas. Los teledildónicos combinan el uso de diversas máquinas sexuales y una interfaz de usuario, utilizados de formar remota por un socio. Entre las máquinas sexuales modernas en el marcado incluyen bombas de vacío, instrumentos que suministran descargas eléctricas calibradas en los pezones y genitales del individuo, y muñecas inflables de tamaño natural para hombres y mujeres, los cuales poseen orificios penetrantes y vibratorios.

## Riesgo de daño
En 2009, una mujer de Maryland, Estados Unidos, tuvo que necesitar de una evacuación médica, después de que la cuchilla de una máquina sexual realizada en casa cortara su dildo de plástico, causando severos daños en su vagina.

## En la cultura popular

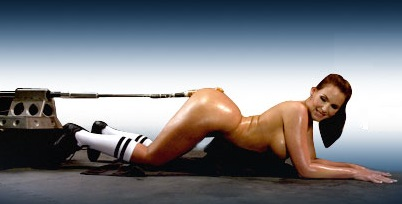
Mujer con una moderna máquina sexual

En la película de 2008 Burn After Reading, el empleado del Departamento del Tesoro Harry Pfarrer diseña una ''silla consoladora'' que funciona a pedales. El sitio web pornográfico Fucking Machines ha aparecido en la prensa convencional como fuente de información, y describiendo los usos de cada máquina.
En 2011, el psicólogo J. Michael Bailey proporcionó un foro para una demostración en vivo de un dispositivo de máquina sexual en su clase en la Universidad del Noroeste, el cual generó cobertura de la prensa internacional, preguntas sobre los cursos universitarios apropiados, y preguntas sobre la libertad académica en relación con  la tenencia de esas máquinas.